# Konvergenzvalidität
Konvergenzvalidität (englisch convergent validity) oder konvergente Validität bezeichnet in der multivariaten Statistik einen Teilaspekt der Konstruktvalidität und liegt vor, wenn die Messungen eines Konstrukts mit unterschiedlichen Methoden übereinstimmen. Das Konzept der Konvergenzvalidität wurde von Campbell und Fiske (1959) eingeführt.

## Feststellung
Konvergenzvalidität ist nur ein Baustein, um die Konstruktvalidität eines Konstruktes festzustellen. Weitere Bausteine sind Diskriminanzvalidität, nomologische Validität sowie Inhaltsvalidität auf Basis einer Definition des Konstrukts.
Bei der Multitrait-Multimethod-Matrix werden die Konvergenzvalidität und die Diskriminanzvalidität anhand einer einzigen Stichprobe miteinander verglichen. Dabei wird verkürzt gesagt erwartet, dass die Konvergenzvalidität größer ist als die Diskriminanzvalidität.

## Kritik
Diskriminanz- und Konvergenzvalidität sind als Bausteine der Konstruktvalidität weit verbreitet. Ihre Betrachtung wird jedoch vor allem durch John R. Rossiter kritisiert, indem er anführt, dass die Konstruktvalidität unabhängig von anderen Konstrukten erzielt werden müsse. Er betont die Bedeutung der Inhaltsvalidität und setzt sie mit Konstruktvalidität gleich. So können Maßnahmen zur Verbesserung von Diskriminanz- und Konvergenzvalidität dazu führen, dass Indikatoren entfernt werden und sich die statistisch messbaren Eigenschaften der Messmodelle dadurch verbessern, sich die Messmodelle gleichzeitig aber vom semantischen Inhalt ihrer Konstrukte entfernen. Diese Auffassung wurde wiederum von Adamantios Diamantopoulos kritisiert, der auf die Bedeutung der Konvergenzvalidität hinweist, da nur damit sichergestellt sei, dass von zwei Indikatoren auch wirklich etwas Gleiches gemessen wird.